# CM-42 (Spanje)

De CM-42

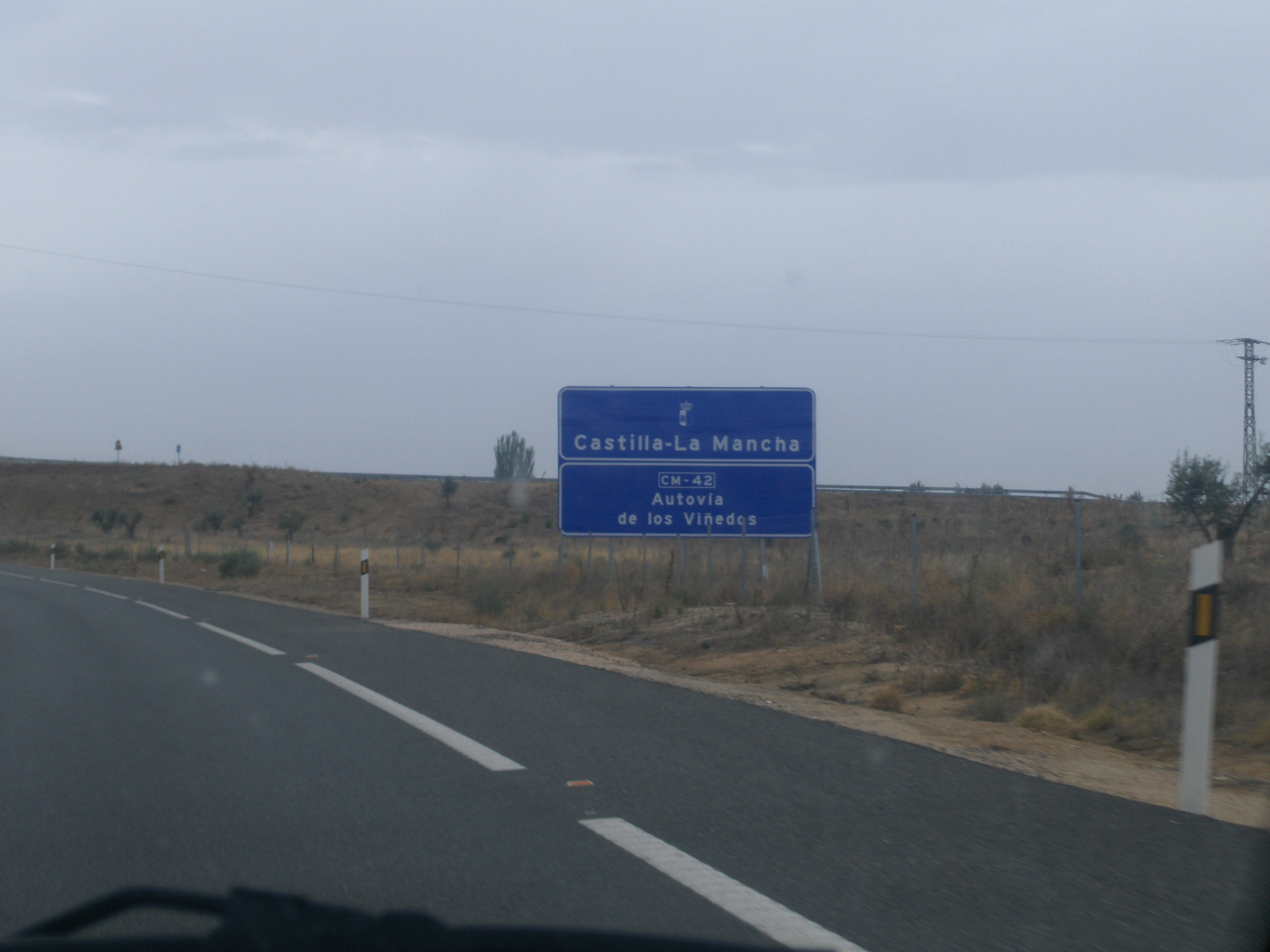
De CM-42

De CM-42 of de Autovía de los Viñedos is een autovía in Castilië-La Mancha over een afstand van 127 kilometer tussen Toledo en Tomelloso. De snelweg werd opengesteld in 2005 en verbindt de A-42 met de A-4 en de A-43.